# Solera de Gabaldón
Solera de Gabaldón község Spanyolországban, Cuenca tartományban. Solera de Gabaldón Monteagudo de las Salinas, Almodóvar del Pinar, Gabaldón, Barchín del Hoyo és Chumillas községekkel határos. Lakosainak száma 33 fő (2024).

## Népesség
A település népessége az utóbbi években az alábbiak szerint változott:
| Lakosok száma | 51   | 38   | 38   | 34   | 31   | 24   | 28   | 28   | 27   | 33   |
|               | 2001 | 2004 | 2006 | 2009 | 2011 | 2014 | 2016 | 2019 | 2021 | 2024 |